# 林逋

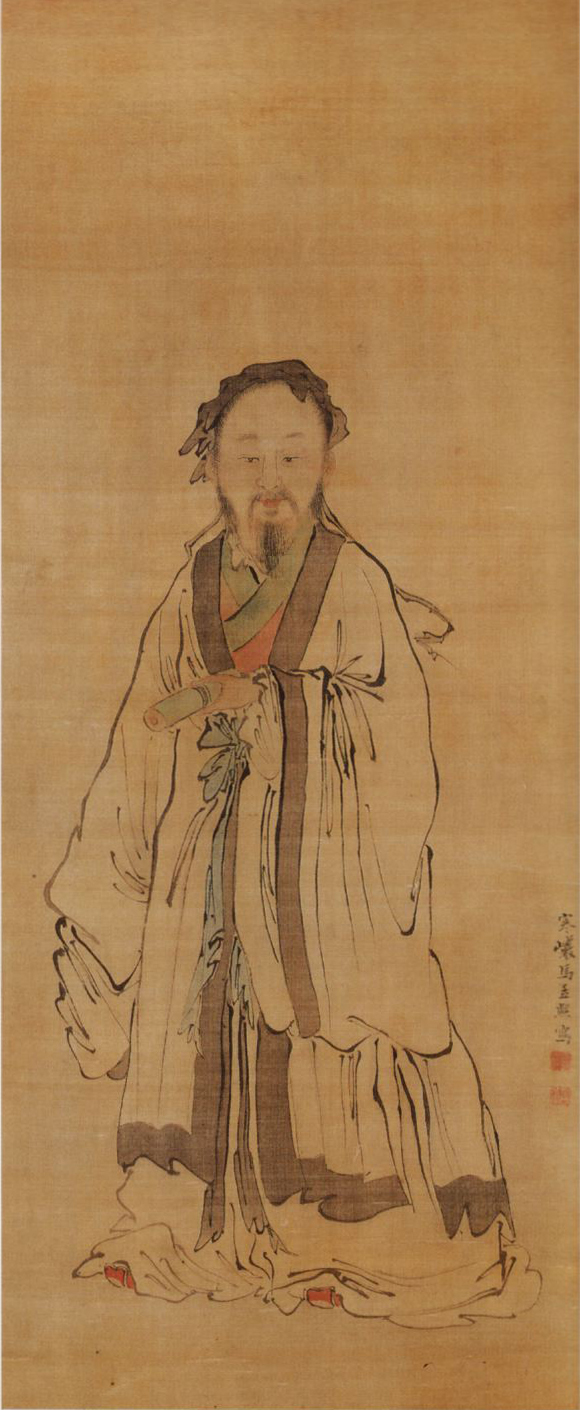
林和靖图，北山寒严画

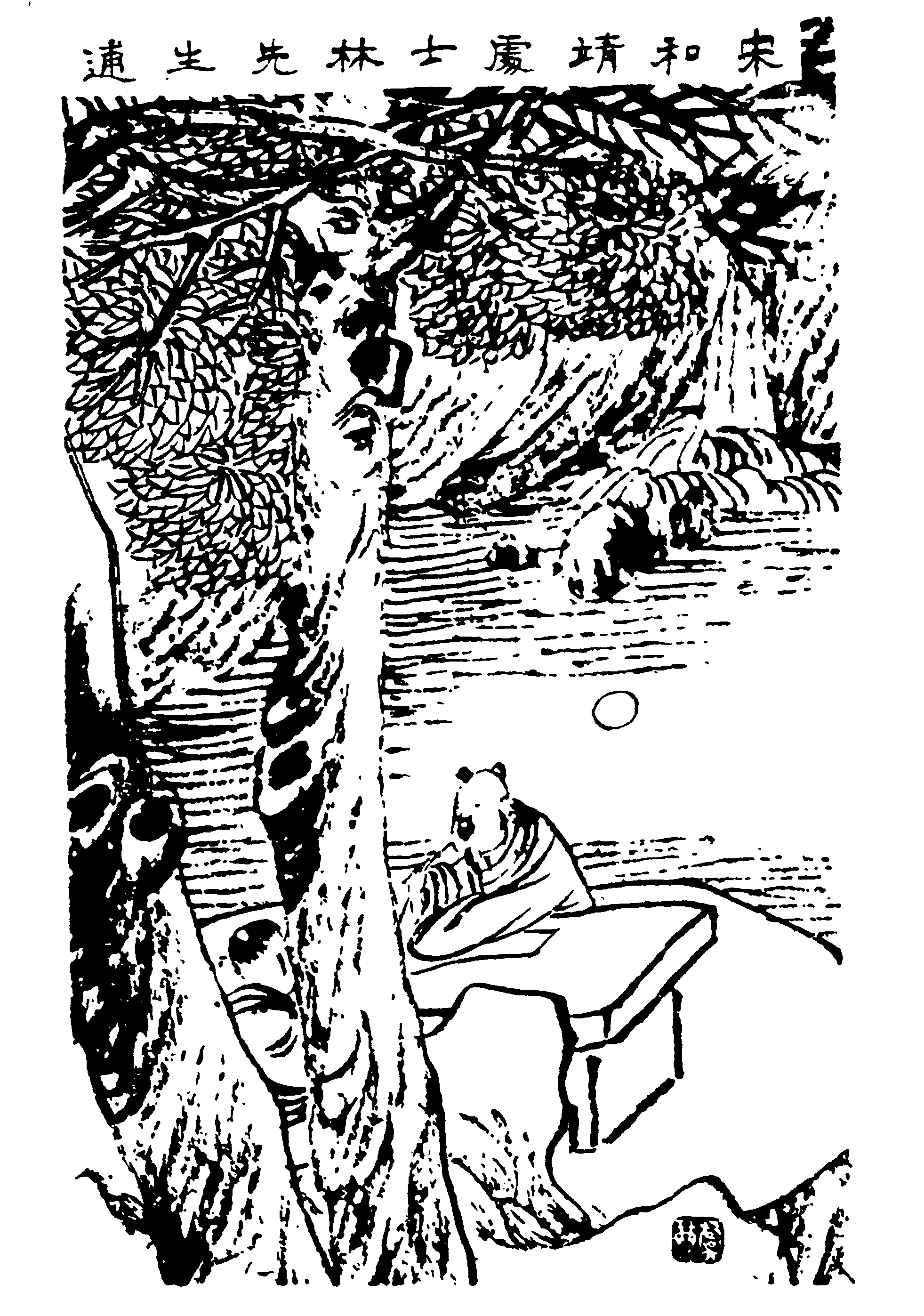
宋和靖處士林先生逋（清代畫家虞琴所繪，出自《四明人鑑》）

林逋（967年或968年—1028年），字君复，世称林和靖，又稱林靖。北宋隐逸诗人。谥和靖先生。
林逋隐居西湖孤山，终生不仕不娶，惟喜植梅养鹤，自谓 “以梅为妻，以鹤为子”，人称“梅妻鹤子”。

## 生平

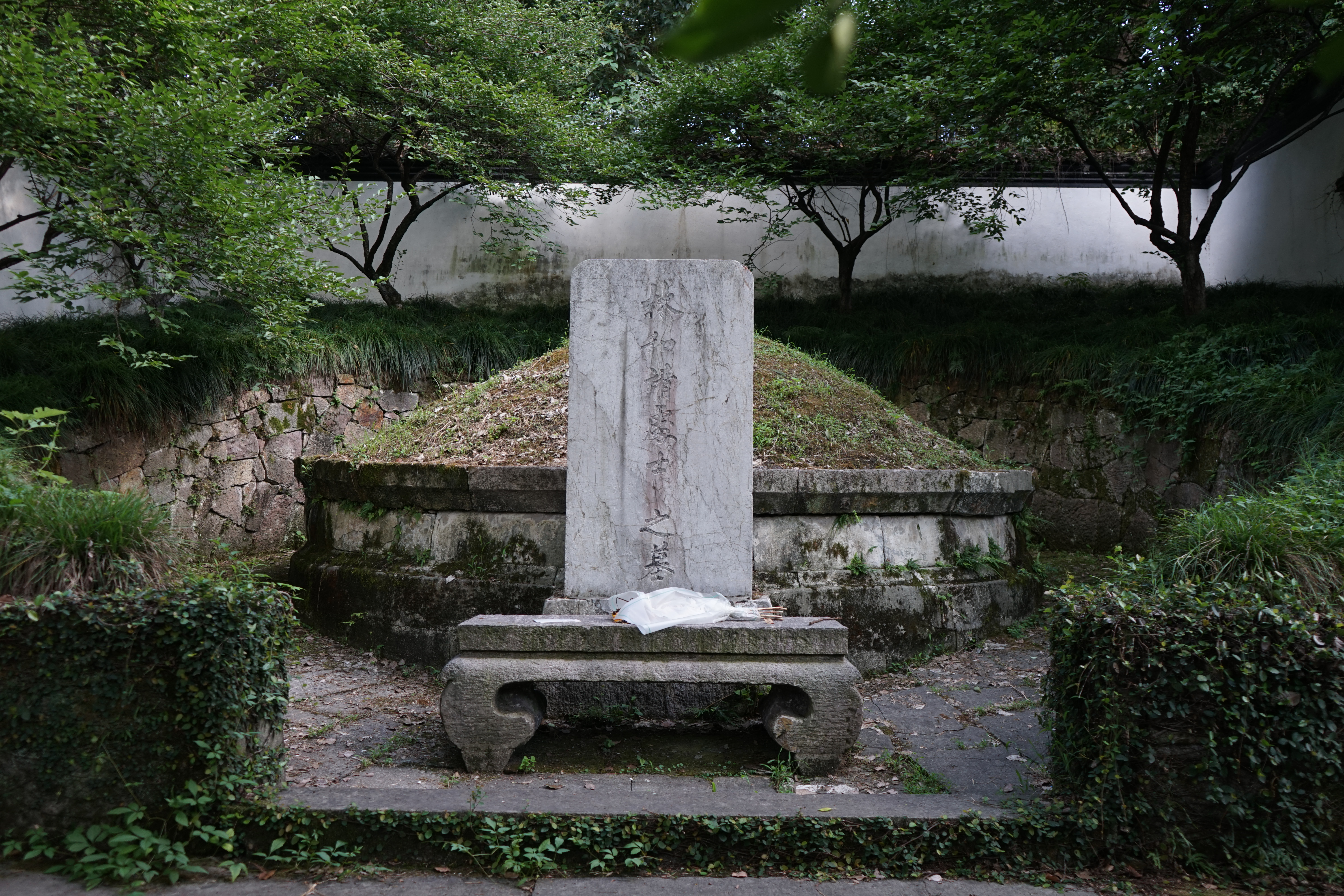
林和靖處士之墓

出生於儒學世家，恬淡好古，早年曾遊歷於江淮等地，隐居于西湖孤山，终身不仕，未娶妻，与梅花、仙鹤作伴，称为“梅妻鹤子”。宋真宗聞其名，賜粟帛，詔長吏歲時勞問。性孤高自好，喜恬淡，不趋名利，自谓：“然吾志之所适，非室家也，非功名富贵也，只觉青山绿水与我情相宜。”
林逋善為詩，其詞澄浹峭特，多奇句。其诗大都反映隐居生活，描写梅花尤其入神，蘇軾高度讚揚林逋之詩、書及人品，並詩跋其書：“詩如東野不言寒，書似留臺差少肉。”宋仁宗天聖六年（1028年）去世，享壽六十二歲，仁宗賜諡“和靖先生”。留有《林和靖诗集》。宋代桑世昌著有《林逋傳》。
張岱在《西湖夢尋》說，南宋滅亡後，有盜墓賊挖開林逋的墳墓，只找到一個端硯和一支玉簪。现在杭州西湖孤山面对北山路一侧，仍有“放鹤亭”和“林和靖先生墓”，便是纪念林和靖的景胜。
林和靖先生墓在文革時期受到破壞，現時的林和靖先生墓是文革結束後重修的.

## 著作
《林和靖集》四卷，卷一古詩，卷二卷三律詩、卷四絕句，集前有皇祐五年梅堯臣序康熙中長洲吳調元校刋，又有四庫全書版本。

## 延伸閱讀
[在维基数据编辑]
 在维基文库阅读此作者作品（ 在维基共享资源阅览影像）
 《四明人鑑·宋和靖處士林先生逋》，出自《四明人鑑》
 《宋史/卷457》，出自脱脱《宋史》